# Antonio Burks
Pour les articles homonymes, voir Burks.
Antonio Cornell Burks, né le 25 février 1980 à Memphis au Tennessee, est un ancien joueur américain de basket-ball.

## Sources
- (en) Cet article est partiellement ou en totalité issu de l’article de Wikipédia en anglais intitulé « Antonio Burks » (voir la liste des auteurs).